# K1 88
K1 88 je glavni bojni tank južnokorejske kopenska vojska.